# Elasmus pavo
Elasmus pavo är en stekelart som beskrevs av Girault 1920. Elasmus pavo ingår i släktet Elasmus och familjen finglanssteklar. Inga underarter finns listade i Catalogue of Life.